# Campeonato Mundial de Natação em Piscina Curta de 2014 - 4x200 m livre feminino
A prova dos 4x200 metros livre feminino do Campeonato Mundial de Natação em Piscina Curta de 2014 foi disputado em 3 de dezembro no Centro Aquático Aspire Sports Complex em Doha.

## Recordes
Antes desta competição, os recordes mundiais e do campeonato nesta prova eram os seguintes:
|       | Nacionalidade | Tempo   | Local | Data                   |
| ----- | ------------- | ------- | ----- | ---------------------- |
| WR CR | China         | 7:35.94 | Dubai | 15 de dezembro de 2010 |

Os seguintes recordes foram estabelecidos durante a competição: 
| Data          | Prova | Nacionalidade | Tempo   | Recorde |
| ------------- | ----- | ------------- | ------- | ------- |
| 3 de dezembro | Final | Países Baixos | 7:32.85 | WR, CR  |

## Medalhistas
| Ouro                                                                                        | Prata                                               | Bronze                                                                     |
| Países Baixos · Inge Dekker · Femke Heemskerk · Ranomi Kromowidjojo · Sharon van Rouwendaal | China · Qiu Yuhan · Cao Yue · Guo Junjun · Shen Duo | Austrália · Leah Neale · Madison Wilson · Brianna Throssell · Kylie Palmer |

## Resultados

### Eliminatórias
As eliminatórias ocorreram dia 3 de dezembro. 
| Colocação | Bateria | Raia | Nacionalidade  | Nome | Tempo   | Notas |
| --------- | ------- | ---- | -------------- | --- | ------- | ----- |
| 1         | 2       | 8    | Países Baixos  | Inge Dekker (1:54.80) Esmee Vermeulen (1:55.56) Sharon van Rouwendaal (1:54.14) Femke Heemskerk (1:54.70)               | 7:39.20 | Q     |
| 2         | 1       | 5    | Suécia         | Louise Hansson (1:56.18) Michelle Coleman (1:54.98) Ida Marko-Varga (1:58.76) Sarah Sjöström (1:53.95)                  | 7:43.87 | Q     |
| 3         | 2       | 5    | China          | Qiu Yuhan (1:53.45) Cao Yue (1:57.15) Guo Junjun (1:57.76) Shen Duo (1:56.06)                                           | 7:44.42 | Q     |
| 4         | 1       | 4    | Estados Unidos | Shannon Vreeland (1:54.78) Emily Allen (1:58.30) Katie Drabot (1:55.49) Madisyn Cox (1:56.24)                           | 7:44.81 | Q     |
| 5         | 1       | 7    | Austrália      | Leah Neale (1:54.58) Kylie Palmer (1:54.86) Brianna Throssell (1:57.05) Katie Goldman (1:58.69)                         | 7:45.18 | Q     |
| 6         | 2       | 7    | Rússia         | Arina Openysheva (1:57.22) Viktoriya Andreyeva (1:56.98) Veronika Popova (1:53.12) Elena Sokolova (1:58.19)             | 7:45.51 | Q     |
| 7         | 2       | 4    | Japão          | Chihiro Igarashi (1:55.87) Tomomi Aoki (1:56.48) Miki Uchida (1:54.85) Yayoi Matsumoto (1:58.77)                        | 7:45.97 | Q     |
| 8         | 2       | 6    | Hungria        | Evelyn Verrasztó (1:54.64) Boglárka Kapás (1:57.87) Fanni Gyurinovics (1:58.34) Zsuzsanna Jakabos (1:55.36)             | 7:46.21 | Q     |
| 9         | 2       | 3    | Itália         | Chiara Luccetti (1:55.93) Alice Mizzau (1:56.38) Diletta Carli (1:59.21) Stefania Pirozzi (1:56.09)                     | 7:47.61 |       |
| 10        | 1       | 2    | Alemanha       | Daniela Schreiber (1:56.68) Marlene Hüther (1:57.94) Annika Bruhn (1:57.28) Silke Lippok (1:56.95)                      | 7:48.85 |       |
| 11        | 1       | 3    | Áustria        | Lisa Zaiser (1:56.54) Jördis Steinegger (1:57.86) Lena Kreundl (2:00.64) Claudia Hufnagl (1:59.66)                      | 7:54.70 |       |
| 12        | 2       | 1    | Turquia        | Esra Kübra Kaçmaz (2:00.83) Tuana Ayça Bahtoğlu (2:05.75) Defne Kurt (2:10.55) İlknur Nihan Çakıcı (2:08.03)            | 8:25.16 |       |
| 13        | 1       | 1    | Índia          | Malavika Vishwanath (2:06.69) Aditi Dhumatkar (2:08.83) Thalasha Satish Prabhu (2:12.32) Anusha Sanjeev Mehta (2:11.77) | 8:39.61 |       |
| 14        | 1       | 6    | Macau          | Tan Chi Yan (2:08.86) Long Chi Wai (2:11.87) Lei On Kei (2:09.74) Choi Weng Tong (2:12.00)                              | 8:42.47 |       |
| —         | 2       | 2    | Brasil         | | DNS     |       |

### Final
A final teve sua disputa realizada em 3 de dezembro. 
| Colocação         | Raia | Nacionalidade  | Nome | Tempo   | Notas |
| ----------------- | ---- | -------------- | --- | ------- | ----- |
| Medalha de ouro   | 3    | Países Baixos  | Inge Dekker (1:54.73) Femke Heemskerk (1:51.22) Ranomi Kromowidjojo (1:54.17) Sharon van Rouwendaal (1:52.73) | 7:32.85 | WR    |
| Medalha de prata  | 2    | China          | Qiu Yuhan (1:53.26) Cao Yue (1:54.48) Guo Junjun (1:55.14) Shen Duo (1:54.14)                                 | 7:37.02 |       |
| Medalha de bronze | 6    | Austrália      | Leah Neale (1:54.15) Madi Wilson (1:54.37) Brianna Throssell (1:56.80) Kylie Palmer (1:53.27)                 | 7:38.59 |       |
| 4                 | 4    | Hungria        | Evelyn Verrasztó (1:54.65) Zsuzsanna Jakabos (1:54.85) Boglárka Kapás (1:56.58) Katinka Hosszú (1:53.13)      | 7:39.21 |       |
| 5                 | 7    | Estados Unidos | Shannon Vreeland (1:55.22) Kathleen Baker (1:54.22) Katie Drabot (1:54.74) Elizabeth Beisel (1:55.30)         | 7:39.48 |       |
| 6                 | 8    | Japão          | Miki Uchida (1:54.60) Chihiro Igarashi (1:54.15) Tomomi Aoki (1:56.68) Yayoi Matsumoto (1:57.22)              | 7:42.65 |       |
| 7                 | 1    | Suécia         | Michelle Coleman (1:54.57) Louise Hansson (1:54.58) Ida Marko-Varga (1:59.15) Sarah Sjöström (1:55.14)        | 7:43.44 |       |
| 8                 | 5    | Rússia         | Veronika Popova (1:54.09) Arina Openysheva (1:57.20) Elena Sokolova (1:56.13) Viktoriya Andreyeva (1:56.62)   | 7:44.04 |       |

Legenda
| Recorde mundial       | Recorde mundial (World record)               |                       | Recorde africano                      | Recorde africano (African) |                                           | Q | Classificado por posição (Qualified) |
| Recorde do campeonato | Recorde do campeonato (Championship record)  | Recorde da América    | Recorde da América (Americas)         | q                          | Classificado por melhor tempo (Qualified) |   |                                      |
| Melhor marca do ano   | Melhor marca do ano (World leading)          | Recorde asiático      | Recorde asiático (Asian)              | DNS                        | Não largou (Did not start)                |   |                                      |
| Recorde nacional      | Recorde nacional (National record)           | Recorde europeu       | Recorde europeu (European)            | DNF                        | Não terminou (Did not finish)             |   |                                      |
| Recorde pessoal       | Recorde pessoal do atleta (Personal best)    | Recorde da Oceania    | Recorde da Oceania (Oceania)          | DSQ / DQ                   | Desclassificado (Disqualified)            |   |                                      |
| Recorde da temporada  | Recorde da temporada do atleta (Season best) | Recorde sul-americano | Recorde sul-americano (South America) | NM                         | Sem marca (No mark)                       |   |                                      |